# Kazerun
Kazerun este un oraș din Iran.